# Argentipallium
Argentipallium Paul G.Wilson – rodzaj roślin z rodziny astrowatych (Asteraceae). Obejmuje 6 gatunków, występujących naturalnie w Australii.

## Systematyka
Pozycja według APweb (aktualizowany system APG III z 2009)
Jeden z rodzajów plemienia Gnaphalieae z podrodziny Asteroideae w obrębie rodziny astrowatych (Asteraceae) z rzędu astrowców (Asterales) należącego do dwuliściennych właściwych.
Wykaz gatunków
- Argentipallium blandowskianum (Steetz ex Sond.) Paul G.Wilson
- Argentipallium dealbatum (Labill.) Paul G.Wilson
- Argentipallium niveum (Steetz) Paul G.Wilson
- Argentipallium obtusifolium (F.Muell. & Sond. ex Sond.) Paul G.Wilson
- Argentipallium spiceri (F.Muell.) Paul G.Wilson
- Argentipallium tephrodes (Turcz.) Paul G.Wilson